# Discothyris ferruginata
Discothyris ferruginata is een vlinder van de familie van de grasmotten (Crambidae), uit de onderfamilie van de Spilomelinae. De wetenschappelijke naam van deze soort is voor het eerst voorgesteld als Agrotera ferruginata door Frederic Moore in een publicatie uit 1888.
De soort komt voor in India (West-Bengalen).